# اپلهایم
شهر اپلهایم در ایالت بادن-وورتمبرگ در کشور آلمان واقع شده است.